# Lepidammodytes macrophthalmus
Lepidammodytes macrophthalmus är en fiskart som beskrevs av Ida, Sirimontaporn och Monkolprasit, 1994. Lepidammodytes macrophthalmus ingår i släktet Lepidammodytes och familjen tobisfiskar. Inga underarter finns listade i Catalogue of Life.